# Philip Kinorra
Philip Kinorra (též známý pod uměleckými jmény Julian Covey, Julien Covey a Philamore Lincoln) je britský bubeník a zpěvák, který vystupoval s Brian Auger and the Trinity, Grahamem Bondem a Donem Rendellem, stejně jako se svojí vlastní kapelou Julian Covey & The Machine, kde hrál na bicí a zpíval. Také byl náhradním bubeníkem The Who poté, co se Keith Moon v roce 1967 zranil. Nicméně s The Who hrál jen na jednom koncertě a poté byl nahrazen Chrisem Townsonem, který Moona zastupoval ještě na dalších čtyřech koncertech.
Své jediné sólové album The North Wind Blew South vydal v roce 1970 pod pseudonymem „Philamore Lincoln“. Obsahovalo skladbu „Temma Harbour“, kterou ten samý rok vydala Mary Hopkin jako singl.